# نهائي الجائزة الكبرى للتزلج الفني على الجليد لموسم 2012–2013
نهائي الجائزة الكبرى للتزلج الفني على الجليد لموسم 2012–2013 كان مسابقة دولية في موسم 2012–2013، أُقيمت بالتزامن مع نهائي الجائزة الكبرى للناشئين التابعة للاتحاد الدولي للتزلج. شكّل الحدث المشترك ذروة سلسلتين دوليتين — الجائزة الكبرى للتزلج الفني على الجليد لموسم 2012–2013 للمحترفين، والجائزة الكبرى للناشئين لموسم 2012–2013.
أُقيم الحدث في قصر التزلج "آيسبرغ" في سوتشي، روسيا، من 6 إلى 9 كانون الأول 2012. وكان بمثابة اختبار تمهيدي استعدادًا لدورة الألعاب الأولمبية الشتوية 2014 في سوتشي. وقد تم توزيع الميداليات في فئات الفردي للرجال، الفردي للسيدات، التزلج الزوجي، والرقص على الجليد على المستويين، المحترف والناشئ.

## الحائزون على الميداليات

### الناشيئن
| الألعاب     | الذهبية                         | الفضية                              | البرونزية                       |
| ----------- | ------------------------------- | ----------------------------------- | ------------------------------- |
| Men         | Maxim Kovtun                    | جوشوا فاريس                         | Ryuju Hino                      |
| Ladies      | يلينا راديونوفا                 | هانا ميلر                           | آنا بوغوريلايا                  |
| Pairs       | لينا فيدوروفا / Maxim Miroshkin | فاسيليسا دافانكوفا / Andrei Deputat | Maria Vigalova / Egor Zakroev   |
| Ice dancing | ألكسندرا ستيبانوفا / Ivan Bukin | كابرييلا باباداكيس / غيوم سيزيرون   | ألكسندرا ألدريدغ / Daniel Eaton |

## التصفيات

### التصفيات المؤهلة على مستوى كبار السن
المتزلجون الذين بلغوا سن 14 عامًا بحلول 1 تموز 2012 كانوا مؤهلين للمشاركة في اثنتين من بطولات الجائزة الكبرى للمحترفين في موسم 2012–2013، بما في ذلك "سكيت أمريكا 2012"، "سكيت كندا الدولية 2012"، "كأس الصين 2012"، "كأس روسيا 2012"، "تروفي إريك بومبار 2012"، و"كأس إن إتش كيه 2012". وقد كسبوا نقاطًا في هذه البطولات، وتأهل المتزلجون الستة الأعلى تصنيفًا في كل فئة إلى نهائي الجائزة الكبرى للمحترفين. انسحبت يوليا ليبتنيتسكايا بسبب ارتجاج في الدماغ، وتم استبدالها بالبديلة الأولى كريستينا جاو.

### النتائج النهائية لفئة المحترفين
| المركز | الرجال           | السيدات                    | التزلج الزوجي                      | رقص على الجليد                     |
| ------ | ---------------- | -------------------------- | ---------------------------------- | ---------------------------------- |
| 1      | باتريك تشان      | آشلي واغنر                 | تاتيانا فولوسوزار / ماكسيم ترانكوف | ميريل ديفيس / تشارلي وايت          |
| 2      | يوزورو هانيو     | ماو أسادا                  | فيرا بازاروفا / يوري لارينوف       | تيسا فيرتو / سكوت موير             |
| 3      | تاكا هيكو كوزوكا | كيرا كوربي                 | بانغ تشينغ / تونغ جيان             | ناتالي بيشالات / فابيان بورزات     |
| 4      | تاتسوكي ماتشيدا  | أكيكو سوزوكي               | يوكو كافاغوتي / ألكسندر سميرنوف    | يكاترينا بوبروفا / ديمتري سولوفييف |
| 5      | دايسوكي تاكاهاشي | يوليا ليبنيتسكايا (انسحبت) | ميغان دوهاميل / إريك رادفورد       | إلينا إيلينيخ / نيكيتا كاتسالابوف  |
| 6      | خافيير فرنانديز  | إليزافيتا توكتاميشيفا      | كيرستن مور-تاورز / ديلان موسكوفيتش | آنا كابيليني / لوكا لانوته         |

### البدلاء
| الترتيب | الرجال        | السيدات                     | التزلج الزوجي                     | رقص على الجليد                       |
| ------- | ------------- | --------------------------- | --------------------------------- | ------------------------------------ |
| الأول   | جيريمي أبوت   | كريستينا جاو (تم استدعاؤها) | كايدي ديني / جون كوفلين           | كايتلين ويفر / أندرو بوج             |
| الثاني  | فلورنت أموديو | ميراي ناغاسو                | ستيفانيا بيرتون / أوندريه هوتاريك | يكاترينا ريازانوڤا / إيليا تكاتشينكو |
| الثالث  | تاكاهيتو مورا | كاناكو موراكامي             | كسينيا ستولبوڤا / فيدور كليموف    | مايا شيبوتاني / أليكس شيبوتاني       |

المتأهلون على مستوى الناشئين
المتزلجون الذين بلغوا سن 13 عامًا بحلول 1 تموز 2012 ولم يبلغوا 19 عامًا (في فئة الفردي والإناث من الفئات الأخرى) أو 21 عامًا (للذكور في فئتي التزلج الزوجي والرقص على الجليد) كانوا مؤهلين للمشاركة في اثنتين من بطولات الجائزة الكبرى للناشئين لموسم 2012–2013. كسبوا نقاطًا في هذه البطولات، وتأهل المتزلجون الستة الأعلى تصنيفًا في كل فئة إلى نهائي الجائزة الكبرى للناشئين.

### النتائج النهائية لفئة الناشئين
| المركز | الرجال         | السيدات          | التزلج الزوجي                       | رقص على الجليد                      |
| ------ | -------------- | ---------------- | ----------------------------------- | ----------------------------------- |
| 1      | جوشوا فاريس    | إيلينا راديونوفا | مارغريت بوردي / مايكل مارينارو      | ألكسندرا ستيبانوفا / إيفان بوكين    |
| 2      | ماكسيم كوفتيون | أنجيلا وانغ      | لينا فيدوروفا / ماكسيم ميروسكين     | ألكسندرا ألدرِدج / دانيال إيتون      |
| 3      | جيسون براون    | آنا بوغوريلايا   | بريتاني جونز / إيان بيهاري          | غابرييلا باباديكيس / جيوم سيزرون    |
| 4      | بويانغ جين     | ساتوكو مياهارا   | ماريا فيجالوفا / إيجور زاكروف       | فاليريا زينكوفا / فاليري سينيتسين   |
| 5      | ريوجو هينو     | هانا ميلر        | فاسيليسا دافانكوفا / أندريه ديبوتات | يوجينيا كوسيغينا / نيكولاي موروشكين |
| 6      | كيجِي تانكا     | ليا كيزر         | يو شياويو / جين يانغ                | آنا يانوفسكايا / سيرجي موزغوف       |

### البدلاء
| الترتيب | الرجال          | السيدات     | التزلج الزوجي                  | رقص على الجليد                     |
| ------- | --------------- | ----------- | ------------------------------ | ---------------------------------- |
| الأول   | ألكسندر سامارين | كيم هاي-جين | مادلين آرون / ماكس سيتلاج      | شاري كوش / كريستيان نوختيرن        |
| الثاني  | هان يان         | كورتني هيكس | أنابيل برولس / روبن بلومارت    | مادلين إدواردز / تشاو كاي بانغ     |
| الثالث  | ألكسندر بيتروف  | ميا بي أوبا | بريتني سيمبسون / ماثيو بلاكمير | أندريان بولين / مارك-أندري سيرفانت |

## نظرة عامة

### حدث المحترفين
حلّ الياباني دايسكي تاكاهاشي أولًا في البرنامج القصير لفئة الرجال، تلاه بطل العالم وحامل لقب نهائي الجائزة الكبرى باتريك تشان من كندا، ثم يوزورو هانيو من اليابان أيضًا. احتل خافيير فيرنانديز من إسبانيا المركز الرابع إجمالًا، وفاز في التزلج الحر ببرنامج تضمن قفزات 4T، 4S+3T، 4S، و3A. فاز تاكاهاشي بلقب نهائي الجائزة الكبرى في ظهوره السابع في الحدث، وفاز هانيو بالميدالية الفضية، فيما نال تشان الميدالية البرونزية.
في فئة السيدات، تصدّرت اليابانية ماو أسادا البرنامج القصير، تلتها الأمريكية آشلي واغنر، ثم اليابانية أكيكو سوزوكي في المركز الثالث. كما احتلت أسادا المركز الأول في التزلج الحر، وفازت بلقبها الثالث في نهائي الجائزة الكبرى. تعرّضت واغنر لإصابة خلال السقوط في التزلج الحر لكنها أكملت البرنامج ونالت الفضية، في حين حصلت سوزوكي على البرونزية. أما الروسية إليزافيتا توكتميشيفا فجاءت ثانية في التزلج الحر لكنها بقيت في المركز الخامس إجمالًا.
في فئة التزلج الزوجي، فاز الثنائي الروسي تاتيانا فولوسوجار / ماكسيم ترانكوف في البرنامج القصير، متقدمين على الثنائي الروسي الآخر فيرا بازاروفا / يوري لاريونوف، وثنائي الصين بانغ تشينغ / تونغ جيان. فاز بازاروفا / لاريونوف بالتزلج الحر، لكن فولوسوجار / ترانكوف أنهوا في المركز الأول إجمالًا، وحققوا أول لقب لهم في نهائي الجائزة الكبرى، بينما فاز بازاروفا / لاريونوف بأول ميدالية لهما في الحدث، وذهبت البرونزية إلى بانغ / تونغ.
في فئة الرقص على الجليد، أنهى حاملو اللقب ميريل ديفيس / تشارلي وايت من الولايات المتحدة البرنامج القصير في المركز الأول، متقدمين على أبطال العالم تيسا فيرتشو / سكوت موير من كندا، والثنائي الفرنسي ناتالي بيشالا / فابيان بورزا. كما حلّ ديفيس / وايت أولًا في الرقص الحر وفازا بلقبهما الرابع على التوالي في نهائي الجائزة الكبرى، بينما فاز فيرتشو / موير بثالث ميدالية فضية لهما في الحدث، وذهبت البرونزية إلى بيشالا / بورزا.

### حدث الناشئين
احتلت روسيا جميع المراتب الأولى في نهائي الجائزة الكبرى للناشئين وأكملت منصة التتويج في فئة التزلج الزوجي بالكامل.
فاز الأمريكي جوشوا فارس بالبرنامج القصير لفئة الرجال، متقدمًا على الروسي ماكسيم كوف تون وبطل نهائي الجائزة الكبرى للناشئين لعام 2011 جايسون براون. فاز كوف تون بالتزلج الحر ببرنامج تضمن قفزات 4T-3T، 3A+3T، و3A. حقق اللقب بفارق 11 نقطة عن فارس الحاصل على الميدالية الفضية، بينما تقدم الياباني ريوجو هينو على براون ليحصل على البرونزية.
كانت الروسية إيلينا راديونوفا الأولى في البرنامج القصير لفئة السيدات، تلتها الأمريكية هانا ميلر في المركز الثاني، والروسية آنا بوغوريلايا في الثالث. كما احتلت راديونوفا المركز الأول في التزلج الحر وفازت بلقب السيدات الناشئات بفارق 11 نقطة عن ميلر صاحبة الفضية، التي احتلت المركز الرابع في هذه المرحلة، وبوغوريلايا الحاصلة على البرونزية. بينما كانت آنجيلا وانغ من الولايات المتحدة ثانية في التزلج الحر لكنها بقيت في المركز الرابع إجمالًا.
تصدّر الثنائي الروسي لينا فيدوروفا / ماكسيم ميروسكين البرنامج القصير لفئة التزلج الزوجي، تلاه الثنائي الكندي مارغريت بيردي / مايكل مارينارو، والثنائي الروسي فاسيليسا دافانكوفا / أندريه ديبوتات. فاز فيدوروفا / ميروسكين أيضًا بالتزلج الحر ونالا الذهبية بمجموع نقاط يزيد قليلاً عن خمس نقاط عن دافانكوفا / ديبوتات الحاصلين على الفضية، بينما ارتقت ماريا فيغالوفا / إيجور زاكرويف للحصول على البرونزية، مما أدى إلى سيطرة روسية كاملة على منصة التتويج. كان دافانكوفا / ديبوتات الزوجين الوحيدين من الحاصلين على ميداليات الناشئين الذين حاولوا (وأكملوا) القفزات الثلاثية المتوازية. وُلدت فيغالوفا (29 حزيران 1999) وكانت أصغر متزلجة في نهائي الجائزة الكبرى للناشئين.
فاز الثنائي الروسي ألكسندرا ستيبانوفا / إيفان بوكين بالرقص القصير متقدمين على الثنائي الفرنسي غابرييلا باباداكيس / غيوم سيزرون، والثنائي الحاصل على الفضية في نهائي 2011 آنا يانوفسكايا / سيرجي موزغوف. كما حلّ ستيبانوفا / بوكين أولًا في الرقص الحر وفازا بالميدالية الذهبية بفارق عشر نقاط عن باباداكيس / سيزرون، في حين تقدم الثنائي الأمريكي ألكسندرا ألدرج / دانييل إيتون على يانوفسكايا / موزغوف ليأخذا البرونزية.

## نتائج فئة المحترفين

### الرجال
| رتبة | اسم              | أمة     | مجموع النقاط | إس بي | إس بي | ف س | ف س    |
| ---- | ---------------- | ------- | ------------ | ----- | ----- | --- | ------ |
| 1    | دايسوكي تاكاهاشي | اليابان | 269.40       | 1     | 92.29 | 3   | 177.11 |
| 2    | يوزورو هانيو     | اليابان | 264.29       | 3     | 87.17 | 2   | 177.12 |
| 3    | باتريك تشان      | كندا    | 258.66       | 2     | 89.27 | 4   | 169.39 |
| 4    | خافيير فرنانديز  | إسبانيا | 258.62       | 5     | 80.19 | 1   | 178.43 |
| 5    | تاكاهيكو كوزوكا  | اليابان | 253.27       | 4     | 86.39 | 5   | 166.88 |
| 6    | تاتسوكي ماتشيدا  | اليابان | 198.63       | 6     | 70.58 | 6   | 128.05 |

### النساء
| رتبة | اسم                   | أمة              | مجموع النقاط | إس بي | إس بي | ف س | ف س    |
| ---- | --------------------- | ---------------- | ------------ | ----- | ----- | --- | ------ |
| 1    | ماو أسادا             | اليابان          | 196.80       | 1     | 66.96 | 1   | 129.84 |
| 2    | أشلي واجنر            | الولايات المتحدة | 181.93       | 2     | 66.44 | 4   | 115.49 |
| 3    | أكيكو سوزوكي          | اليابان          | 180.77       | 3     | 65.00 | 3   | 115.77 |
| 4    | كيرا كوربي            | فنلندا           | 174.94       | 4     | 63.42 | 5   | 111.52 |
| 5    | إليزافيتا توكتاميشيفا | روسيا            | 173.75       | 5     | 56.61 | 2   | 117.14 |
| 6    | كريستينا جاو          | الولايات المتحدة | 154.54       | 6     | 48.56 | 6   | 105.98 |

### الأزواج
| رتبة | اسم                                | أمة   | مجموع النقاط | إس بي | إس بي | ف س | ف س    |
| ---- | ---------------------------------- | ----- | ------------ | ----- | ----- | --- | ------ |
| 1    | تاتيانا فولوسوزار / مكسيم ترانكوف  | روسيا | 204.55       | 1     | 73.46 | 2   | 131.09 |
| 2    | فيرا بازاروفا / يوري لاريونوف      | روسيا | 201.60       | 2     | 70.14 | 1   | 131.46 |
| 3    | بانغ تشينغ / تونغ جيان             | الصين | 192.81       | 3     | 64.74 | 3   | 128.07 |
| 4    | ميغان دوهاميل / إريك رادفورد       | كندا  | 187.09       | 4     | 64.20 | 4   | 122.89 |
| 5    | كيرستن مور تاورز / ديلان موسكوفيتش | كندا  | 180.45       | 5     | 60.95 | 6   | 119.50 |
| 6    | يوكو كافاجوتي / ألكسندر سميرنوف    | روسيا | 178.72       | 6     | 58.02 | 5   | 120.70 |

### الرقص على الجليد
| رتبة | اسم                                 | أمة              | مجموع النقاط | SD | SD    | فد | فد     |
| ---- | ----------------------------------- | ---------------- | ------------ | -- | ----- | -- | ------ |
| 1    | ميريل ديفيس / تشارلي وايت           | الولايات المتحدة | 183.39       | 1  | 73.20 | 1  | 110.19 |
| 2    | تيسا فيرتشو / سكوت موير             | كندا             | 179.83       | 2  | 71.27 | 2  | 108.56 |
| 3    | ناتالي بيشالات / فابيان بورزات      | فرنسا            | 170.18       | 3  | 68.70 | 3  | 101.48 |
| 4    | آنا كابيليني / لوكا لانوت           | إيطاليا          | 165.64       | 5  | 66.11 | 4  | 99.53  |
| 5    | إيكاترينا بوبروفا / ديمتري سولوفييف | روسيا            | 158.09       | 4  | 66.23 | 6  | 91.86  |
| 6    | إيلينا إيلينيخ / نيكيتا كاتسالابوف  | روسيا            | 156.36       | 6  | 63.56 | 5  | 92.80  |

## نتائج المستوى الابتدائي

### الرجال المبتدئين
| الترتيب | الاسم          | الدولة           | النقاط الإجمالية | المركز في البرنامج القصير | نقاط البرنامج القصير | المركز في البرنامج الحر | نقاط البرنامج الحر |
| ------- | -------------- | ---------------- | ---------------- | ------------------------- | -------------------- | ----------------------- | ------------------ |
| 1       | ماكسيم كوفتيون | روسيا            | 222.31           | 2                         | 72.53                | 1                       | 149.78             |
| 2       | جوشوا فاريس    | الولايات المتحدة | 211.37           | 1                         | 74.53                | 2                       | 136.84             |
| 3       | ريوجو هينو     | اليابان          | 198.92           | 4                         | 67.55                | 3                       | 131.37             |
| 4       | جيسون براون    | الولايات المتحدة | 198.32           | 3                         | 69.43                | 4                       | 128.89             |
| 5       | بويانغ جين     | الصين            | 187.95           | 6                         | 60.73                | 5                       | 127.22             |
| 6       | كيجِي تانكا     | اليابان          | 174.55           | 5                         | 61.74                | 6                       | 112.81             |

### النساء الناشئات
| الترتيب | الاسم           | الدولة           | النقاط الإجمالية | المركز في البرنامج القصير | نقاط البرنامج القصير | المركز في البرنامج الحر | نقاط البرنامج الحر |
| ------- | --------------- | ---------------- | ---------------- | ------------------------- | -------------------- | ----------------------- | ------------------ |
| 1       | إلينا راديونوفا | روسيا            | 179.40           | 1                         | 60.90                | 1                       | 118.50             |
| 2       | هانا ميلر       | الولايات المتحدة | 168.41           | 2                         | 59.18                | 4                       | 109.23             |
| 3       | آنا بوجوريلايا  | روسيا            | 167.40           | 3                         | 57.94                | 3                       | 109.46             |
| 4       | أنجيلا وانغ     | الولايات المتحدة | 162.05           | 4                         | 51.16                | 2                       | 110.89             |
| 5       | ساتوكو مياهارا  | اليابان          | 157.74           | 5                         | 49.60                | 5                       | 108.14             |
| 6       | ليا كيزر        | الولايات المتحدة | 137.44           | 6                         | 47.23                | 6                       | 90.23              |

الأزواج المبتدئة
| الترتيب | الاسم                              | الدولة | النقاط الإجمالية | المركز في البرنامج القصير | نقاط البرنامج القصير | المركز في البرنامج الحر | نقاط البرنامج الحر |
| ------- | ---------------------------------- | ------ | ---------------- | ------------------------- | -------------------- | ----------------------- | ------------------ |
| 1       | لينا فيدوروفا / ماكسيم ميروشكين    | روسيا  | 161.11           | 1                         | 54.37                | 1                       | 106.74             |
| 2       | فاسيليسا دافانكوفا / أندري ديبوتات | روسيا  | 155.96           | 3                         | 51.34                | 2                       | 104.62             |
| 3       | ماريا فيجالوفا / إيجور زاكرويف     | روسيا  | 153.56           | 4                         | 50.76                | 3                       | 102.80             |
| 4       | مارغريت بيردي / مايكل مارينارو     | كندا   | 149.94           | 2                         | 51.83                | 5                       | 98.11              |
| 5       | شياويو يو / يانغ جين               | الصين  | 149.20           | 5                         | 50.34                | 4                       | 98.86              |
| 6       | بريتاني جونز / إيان بيهاري         | كندا   | 145.89           | 6                         | 48.11                | 6                       | 97.78              |

### رقص الجليد للناشئين
| الترتيب | الاسم                               | الدولة           | النقاط الإجمالية | المركز في الرقصة القصيرة | نقاط الرقصة القصيرة | المركز في الرقصة الحرة | نقاط الرقصة الحرة |
| ------- | ----------------------------------- | ---------------- | ---------------- | ------------------------ | ------------------- | ---------------------- | ----------------- |
| 1       | ألكسندرا ستيبانوفا / إيفان بوكين    | روسيا            | 149.57           | 1                        | 61.18               | 1                      | 88.39             |
| 2       | غابرييلا باباداكيز / غيوم سيزرون    | فرنسا            | 139.21           | 2                        | 54.79               | 2                      | 84.42             |
| 3       | ألكسندرا ألدرج / دانيال إيتون       | الولايات المتحدة | 136.19           | 4                        | 52.60               | 3                      | 83.59             |
| 4       | آنا يانوفسكايا / سيرجي موزغوف       | روسيا            | 129.31           | 3                        | 53.03               | 4                      | 76.28             |
| 5       | فاليريا زينكوفا / فاليري سينيتسين   | روسيا            | 124.19           | 6                        | 50.39               | 5                      | 73.80             |
| 6       | يفغينيا كوسيغينا / نيكولاي موروشكين | روسيا            | 120.05           | 5                        | 50.45               | 6                      | 69.60             |

## روابط خارجية
- الموقع الرسمي
- الإدخالات
- أوامر البدء/النتائج التفصيلية
- ترتيب الجائزة الكبرى للكبار: الرجال ، السيدات ، الأزواج ، الرقص على الجليد
- ترتيب الجائزة الكبرى للناشئين: الرجال ، السيدات ، الأزواج ، الرقص على الجليد